# الیزابت هفلیوس
الیزابت کاترین کوپمان-هفلیوس (هلندی: Elisabeth Hevelius؛ ‏ ۱۷ ژانویهٔ ۱۶۴۷ – ۲۲ دسامبر ۱۶۹۳) با نام اصلی الژبیِتا هِـوِلیوش (لهستانی: Elżbieta Heweliusz) اخترشناس اهل مشترک‌المنافع لهستان–لیتوانی بود. یکی از اولین اخترشناسان زن در نظر گرفته می‌شود. او که اصالتاً اهل دانزیگ لهستان بود در بهبود کار و مشاهدات انجام شده به همسرش یوهانس هفلیوس کمک کرد.

## زندگی اولیه
الیزابت کوپمان عضوی از یک خانواده بازرگان ثروتمند در شهر دانزیگ (امروزه گدانسک در لهستان) بود که در روزگار در استان پومرانیای مشترک‌المنافع لهستان–لیتوانی قرار داشت و عضو یک سازمان تجاری به نام اتحادیه هانزا بود. پدر الیزابت کوپمان، نیکولاس کوپمان نام داشت (۱۶۰۱–۱۶۷۲) که یک تاجر موفق بود و مادرش یوانا منینگس (یا منینکس؛ ۱۶۰۲–۱۶۷۹) بود. نیکولاس و یوانا در سال ۱۶۳۳ در آمستردام ازدواج کردند. آنها از آمستردام به هامبورگ نقل مکان کردند و سپس در سال ۱۶۳۶ به دانزیگ رفتند. در این شهر که عمدتاً به زبان آلمانی صحبت می‌کردند ولی در آن زمان بخشی از لهستان بود، دخترشان الیزابت به دنیا آمد.

## زندگی شخصی
الیزابتا از کودکی به اخترشناسی علاقه‌مند بود. زمانی که شانزده سال داشت، با یوهانس هفلیوس ستاره‌شناسی با شهرت بین‌المللی ازدواج کرد که یک مجموعه بزرگ از سه خانه در دانزیگ داشت که شامل یک رصدخانه بزرگ (بیش از ۲۰۰ متر مربع) با چندین تلسکوپ بزرگ بود. هفلیوس به همسرش در کارهای رصدخانه کمک می‌کرد و همچنین به علاقه‌های خود در زمینه نجوم پرداخته بود. آنها پسری داشتند که بلافاصله بعد از تولد فوت کرد و سه دختر که زنده ماندند. بزرگ‌ترین دختر آنها کاترینا الیزابتا نام داشت (به نام مادرش) و در تاریخ ۱۴ فوریه ۱۶۶۶ در کلیسای سنت کاترین در دانزیگ غسل تعمید شد.

## تحصیلات
الیزابتا خودآموخته در زبان لاتین بود و از دانش زبانی‌اش برای تبادل علمی با همکاران دانشمند خود استفاده می‌کرد. تسلط او به زبان لاتین، زبانی که در آن زمان در مباحث علمی به‌طور گسترده‌ای استفاده می‌شد، ارتباط و همکاری مؤثری با همتایانش فراهم می‌کرد.
سیاحت معنوی او به دنیای خودآموختهٔ زبان لاتین، تعهد عمیق او به جستجوی دانش علمی را نشان می‌دهد؛ این امر همچنین رویکرد پیش‌دستانه او را در درک اصول علمی و همچنین مشارکت فعالانه در مباحث علمی ثابت می‌کند به نحوی که به درک جمعی علم کمک می‌کرد. مهارت‌های زبانی الیزابتا به عنوان راهی برای تبادل ایده‌ها تبدیل شد و محیطی مشارکتی را فراهم کرد که او و همسرش، یوهانس هفلیوس می‌توانستند به‌طور فعال با جامعه علمی درگیر شوند.

## مشارکت علمی
الیزابتا با همسرش در مطالعه نجوم همکاری می‌کرد و پس از مرگ او، تکمیل و انتشار کتاب عناصر نجوم (Prodromus Astronomiae) را در سال ۱۶۹۰ بر عهده گرفت. این فهرست ستارگان، موقعیت‌ها و داده‌های مربوط به ۱٬۵۶۴ ستاره را مستند کرد. این اثر فراتر از یک پیشرفت قابل توجه در مشاهدات و ثبت‌های آسمانی بود و به پیشرفت چشمگیر دانش نجومی در قرن هفدهم کمک کرد. نقش الیزابتا در نگارش کتاب عناصر نجوم فراتر از مرزهای معمول جمع‌آوری داده‌ها بود؛ او در نقشِ یک شرکت‌کننده فعال در محاسبات پیچیده و روش‌شناسی‌های مورد نیاز برای تولید یک فهرست جامع از ستارگان ظاهر شد. مشارکت‌های او هم کمی و هم کیفی بود، که نشان‌دهنده رویکرد دقیق و سیستماتیک او در تحقیق نجومی بود.
تلاش‌های مشترک الیزابتا و یوهانس هفلیوس در مشاهده دنیای آسمانی با استفاده از ابزارهای پیشرفته نجومی همراه بود. رصدخانه آنها در دانزیگ به مرکزی برای نوآوری تبدیل شد، جایی که آنها از ابزارهای پیچیده‌ای مانند سکستانت و اکتنت برنجی استفاده می‌کردند. این ابزارها نقش مهمی در بهبود تکنیک‌های مشاهداتی قرن هفدهم ایفا کردند. از طریق استفاده ماهرانه آنها، این زوج به‌طور قابل توجهی به تکامل روش‌شناسی نجومی کمک کردند و اندازه‌گیری‌ها و مشاهدات دقیقی انجام دادند که باعث پیشرفت درک انسان از اجسام آسمانی به سطوح جدیدی شد.

## در فرهنگ
زندگی الیزابتا در رمان تاریخی به زبان آلمانی شکارچی ستارگان (Die Sternjägerin) در ۲۰۰۶ به تصویر کشیده شده است.
سیاره کوچک ۱۲۶۲۵ کوپمان به افتخار او نام‌گذاری شده است، همان‌طور که دهانه کورپمان روی سیاره زهره نیز به نام او است.